# اندیس سوخته در
سوخته در یک اندیس فلزی است که در حوالی شهر سنخواست استان خراسان قرار دارد و مادهٔ معدنی موجود در آن، کرومیت است.  